# T-X (postać)
T-X (Terminatrix) – postać fikcyjna, android z filmu Terminator 3: Bunt maszyn (Terminator 3: Rise of the Machines, 2003). Robot z przyszłości. Zagrana przez Kristannę Løken.

## Charakterystyka
T-X została zaprojektowana do likwidowania nie tylko ludzi, ale i Terminatorów przeprogramowanych przez Ruch Oporu, w tym przez Johna Connora. Jest hybrydą T-800 i T-1000. Zbudowana z wysoce zaawansowanego endoszkieletu, pozwalającego na ustawienie głowy i kończyn o 360 stopni w dowolnym kierunku. Pokryty jest on mimetycznym płynnym metalem, ukształtowanym bazowo na podobieństwo wysportowanej seksownej kobiety. Może również przybierać dowolny wygląd osób z którymi ma fizyczny kontakt. Zasila ją reaktor plazmowy o nieznanej budowie. Ma wzmocniony korpus, opancerzony i odporny na atak.
Posiada wewnętrzne uzbrojenie. Jej podstawową bronią jest działo plazmowe, zastąpione później miotaczem ognia. W filmie, gdy T-X wybiera nową broń, widzimy jakim arsenałem dysponuje. Z tego wiadomo, że może używać takich broni, jak:
- Stoper Automatyczny 223
- Cascader 45
- Repeater 783 Łańcuchowy
- ADMOR BioBlaster
- BioRail 32SR-9 (zmodyfikowany)
- CG45 Needler
- CONSIGLIO EBlaster
- Crescent Corridor Blaster
- Generator EMP (impulsów elektromagnetycznych)
- Błyskawiczny Ograniczający Cluster Gun
- HDE Predator (333b)
- HK-54334 (zmodyfikowany)
- IAD-ChemTech (miotacz ognia)
- KLD-Magnum powtarzalny
- Laser rentgenowski Burst Gun
- Nano-Disrupter (.222)
- P31 Caustic Shells x231
- Rumsfeld P31 Caustic
- Neutralizator Subauro (.444)
- Tracking EBlaster
- Podwójny Barrier Gun
- XFLRG 44mm
- M41 pulse rifle

Oprócz tego posiada dodatkowy sprzęt typu piła tarczowa oraz iniektory z nanotechnologią, dzięki którym potrafi kontrolować inne maszyny. W tym celu używa mechanicznej „strzykawki”, którą wstrzykuje program.

### Umiejętności
T-X jest szybka, silna i zwinna. Ma udoskonalony komputer. Tak jak pozostałe terminatory potrafi prowadzić pojazdy mechaniczne i posługiwać się każdym sprzętem. Ma szczegółowe informacje o ludzkiej anatomii, co pozwala jej lepiej zabijać. Posiada zaawansowany system identyfikacji człowieka, w skład którego wchodzi czytnik DNA, znajdujący się w języku, oraz skaner tęczówek. Dodatkowo T-X potrafi łączyć się z siecią internetową na przykład poprzez telefon komórkowy co pomaga jej w wyszukiwaniu i pobieraniu informacji.

## Rola w filmie
T-X została wysłana w przeszłość z misją zlikwidowania Johna Connora, by nie znalazł resztek ludzkości i nie zaczął walczyć z maszynami. Oprócz Johna T-X została zaprogramowana na zlikwidowanie także Kate Brewster i jej ojca oraz kilku innych przyszłych pomocników Connora.
W filmie T-X nie została zniszczona w żaden możliwy sposób aż do czasu, gdy T-850 naleciał na nią kilkutonowym helikopterem, powodując stratę płynnego metalu (który w pewnym stopniu także stanowił ochronę) i uszkodzenie mimetycznego stopu, co skończyło się stratą nóg. Ostateczna likwidacja T-X nastąpiła, gdy T-850 użył swojego ostatniego ogniwa wodorowego, wysadzając siebie i T-X.